# Marca de garantía
Marca de Garantía es, en España, aquélla que garantiza o certifica que los productos o servicios a que se aplica cumplen unos requisitos comunes, en especial, en lo concerniente a su calidad, componentes, origen geográfico, condiciones técnicas, modo de elaboración del producto, etc. Esta marca no puede ser utilizada por su titular, sino por terceros a quien el mismo autorice, tras controlar y evaluar que los productos o servicios de este tercero cumplen los requisitos que dicha marca garantiza o certifica.  Fue creada en el año 1998. 
El origen se da como respuesta a una demanda creciente de certificados de calidad por parte del público y de un deseo de diferenciación dentro del mercado por parte de las asociaciones de productores, fabricantes, comerciantes o prestadores de servicios.
Va acompañada de un reglamento de uso en el que se indican los requisitos para pertenecer a dicha marca, los sistemas y las responsabilidades.

## Marca de garantía de Asturias
En Asturias la Consejería de Desarrollo Rural, Agroganadería y Pesca  regula la marca de garantía Alimentos del Paraíso Natural, bajo la que se han aprobado pliegos específicos para algunas marcas de los siguientes productos: Arándanos; kiwis; miel; marañuelas; quesos; chorizo, morcilla y compango asturianos; verdina; platos preparados de razas autóctonas; arroz con leche; y huevos camperos.

## Marcas de Garantía de Castilla y León

### Carnes Frescas
- M. G. Carne de Cervera y Montaña Palentina (1998)
- M. G. Ternera de Aliste (1999)[3]
- M. G. Lechazo Montañas del Teleno[4] (1999)
- M. G. Carne de vacuno Montañas del Teleno (2000)[5]
- M. G. Ternera Charra (2000)
- M. G. Carne de Pinares - El Valle (Carpival) (2001)
- M. G. Cochinillo de Segovia (2002)
- M. G. Carne de las Merindades

### Carnes Curadas
- M. G. Chorizo Zamorano (2005)[6]
- M. G. Cecina Chivo de Vegacervera[7]
- M. G. Torrezno de Soria (2010)
- M. G. Chorizo de León[8]
- M. G. Jamón de la Alpujarra (2019)[9]

### Lácteos
- M. G. Quesos región del Duero (2002)
- M. G. Queso Arribes de Salamanca (2002)

### Madera
- M. G. Pino SoriaBurgos (2005)

### Frutas y Hortalizas
- M. G. Pera Conferencia del Bierzo (2004)
- M. G. Castaña del Bierzo (2008)
- M.G. Cereza del Bierzo (2016)
- M. G. Cereza del Valle de las Caderechas (2004)
- M. G. Manzana del Valle de las Caderechas (2004)

### Panadería y repostería
- Torta de Aranda (2013)[10]
- M. G. Harina Tradicional Zamorana (2002)[11]
- M. G. Pan de Valladolid (2004)

## Marcas de garantía alimentarias de Cataluña
- Coca de Llavaneres[12]
- Gamba de Palamós[13]

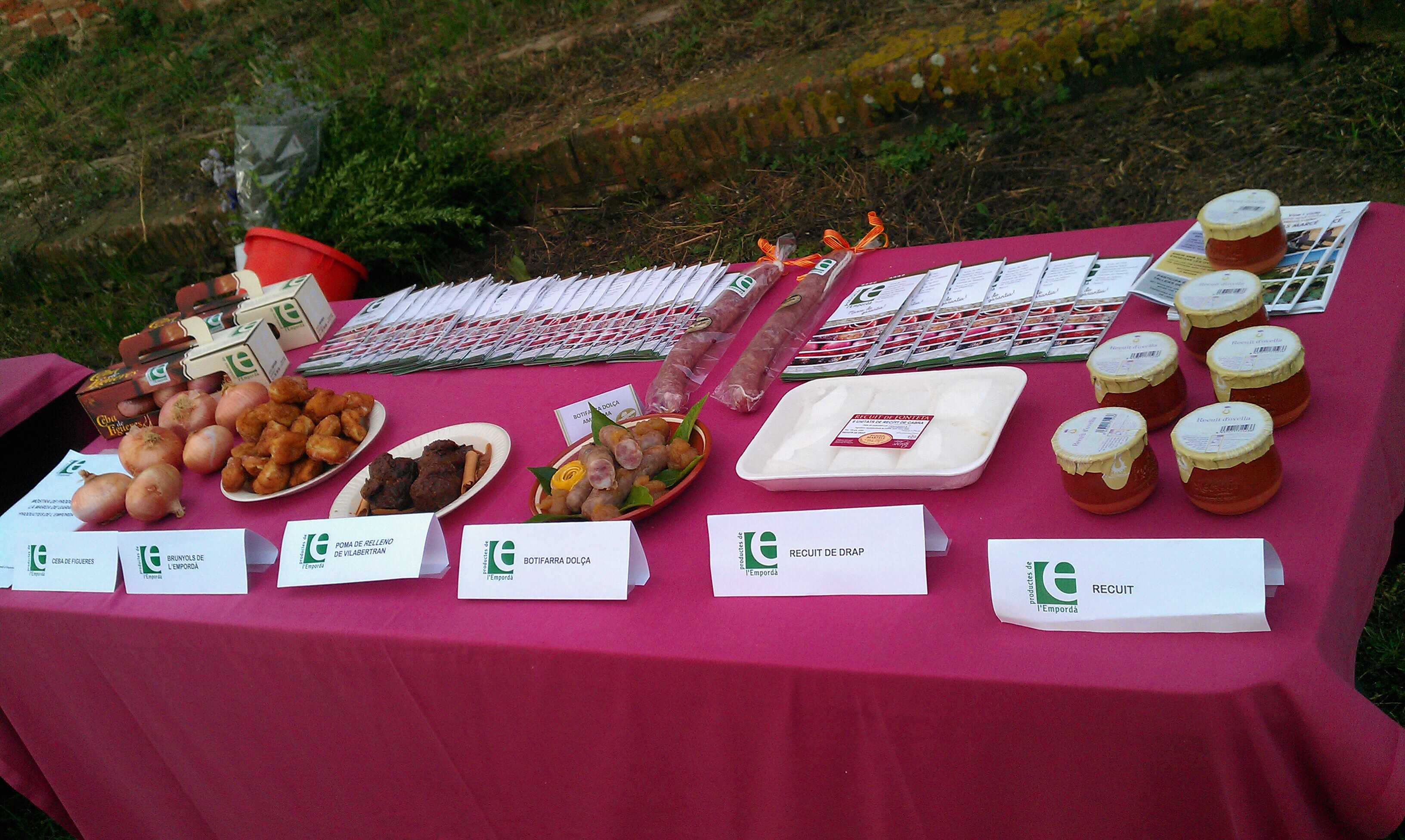
Mesa con productos adheridos a la Marca de Garantía Productes de l'Empordà

- Marca Q: marca de calidad alimentaria de la Generalidad de Cataluña.[14]
- Guisante de Llavaneres[12]
- Productes de l'Empordà[15]
- Productos del Ripollès[16]
- Productos del Solsonès[17]
- Productos del Valle de Arán[18]
- Trufa de la Baronía de Rialb[19]

## Marca de Garantía Tenerife Rural
La Marca de Garantía Tenerife Rural es una contraetiqueta o distintivo de calidad que se concede a aquellas producciones agrarias que cumplen con el pliego de condiciones definidas en el Reglamento de la misma. Actualmente están aprobados los documentos que regulan la Especificación Técnica de Producto para:
- Miel de Tenerife.
- Carne Fresca de Conejo de Tenerife.
- Queso de Granja de Tenerife.

Los productos agrarios identificados con la Marca de Garantía Tenerife Rural están amparados por su calidad determinada mediante exhaustivos análisis e inspecciones in situ de los colmenares, granjas y/u otras instalaciones ganaderas, así como de las salas de procesado.
La Especificación Técnica de Producto es un documento oficial que regula las características y parámetros indispensables que se exigen a los productores, para garantizar que su producción conserva la máxima calidad natural y que el envase identificado con la marca mantiene un registro de trazabilidad que permite conocer en cualquier momento todo el proceso de obtención y elaboración.
A través de la página web de la Casa de la Miel, cualquier persona que tenga en sus manos un envase de Miel de Tenerife amparada por la Marca, puede consultar el informe global de producción, introduciendo algunos datos que aparecen en la etiqueta.

## Marcas de Garantía de Región de Murcia

### Aceite
- M. G. OLIMENDROS
- M. G. VALLE DE RICOTE
- M. G. ACEITES LORNA
- M. G. COAMOR
- M. G. HACIENDA SAN MIGUEL
- M. G. DE OLMO VEGA

### Agua
- M. G. Fuentedueñas

### Longaniza
- M. G. Los Quijales

### Queso
- M. G. La Yerbera

### Miel
- M. G. BEHONEY